# Шари
Ша́ри — река в Центральной Африке, протекает по территории Центральноафриканской Республики, через Чад и по его границе с Камеруном. Образуется слиянием рек Уам, Баминги и Грибинги. Длина реки — 1400 км, площадь водосборного бассейна — 650 000 км². Шари впадает в южную часть озера Чад. Рядом с границей Чада и Камеруна в Шари впадает основной приток — река Логон.
Большинство населённых пунктов Чада, включая Сарх и столицу Нджамена, сосредоточены в районе реки. Шари обеспечивает 90 % воды, втекающей в озеро Чад. В течение 58 лет, с 1933 по 1991 годы, проводились измерения уровня стока близ Нджамены, показав средний расход воды в 1059 м³/с, с минимумами в апреле-мае (около 150 м³/с) и максимумами в сентябре-ноябре (свыше 2000 м³/с). Абсолютный минимум составил 8 м³/с (река практически полностью пересыхала), абсолютный максимум — 4846 м³/с.
Кроме основного притока Логона, в Шари впадают более мелкие реки: Бахр-Саламат, Бахр-Сарх, Бахр-Аук и Бахр-Кеита. В летний дождливый сезон наблюдаются паводки.
На реке развито рыболовство, наиболее ценная из местных пород рыб — нильский окунь. Судоходство возможно до Батангафо — более чем на 800 км от устья.
Река Шари открыта европейцами в 1823 году, когда озеро Чад было исследовано британскими путешественниками Хью Клэппертоном, Уолтером Оуднеем и Диксоном Денхэмом. В 70-х — 80-х гг. XIX века район реки Шари исследовал российский путешественник Юнкер.

## В искусстве
Жюль Верн описывал реку Шари в своём романе Пять недель на воздушном шаре (1863): «Путешественники летели теперь над рекой Шари. Очаровательные берега её прятались в густых зарослях деревьев всевозможных оттенков. Лианы и другие вьющиеся растения сплетались, образуя яркую гамму красок. Крокодилы лежали на солнце или ныряли в воду с лёгкостью ящериц. Играя, они выбрасывались на многочисленные, разбросанные по реке, зелёные островки» (31 гл.)